# Aktieägaravtal
Ett aktieägaravtal är ett avtal som ingås mellan alla eller vissa ägare i ett aktiebolag. Till skillnad mot en bolagsordning, som envar kan utfå genom Bolagsverkets försorg, kan innehållet i ett aktieägaravtal hållas hemligt för tredje man. Ett aktieägaravtal gäller för aktieägarna medan en bolagsordning gäller för aktiebolaget. Dessutom råder det en mer omfattande avtalsfrihet i ett aktieägaravtal medan innehållet i en bolagsordning regleras av aktiebolagslagen. Aktieägarna kan således komma överens om vissa saker i ett aktieägaravtal som man kanske inte vill eller kan inkludera i en bolagsordning.  I aktiebolag med få ägare, exempelvis ett familjeföretag, ett företag som ägs av vänner eller ett företag som ägs av flera private equity-bolag är det vanligt att ägarna är parter i ett aktieägaravtal. Detta sker bl.a. för att minska risken för konflikter, samt för att skapa en effektivare bolagsstyrning.

## Innehåll
I ett aktieägaravtal kan förhållanden som aktieägarna vill hålla hemliga regleras. Det kan t.ex. vara fördelaktigt att här införa bestämmelser om vad som ska ske vid en framtida exit eller hur beslutsordningen ska vara. Det som skiljer ett aktieägaravtal från en bolagsordning är, som nämnts, att aktieägaravtalet tar sikte på förhållandet mellan parterna och inte tredje man. Detta innebär att hembudsklausuler som införs i ett aktieägaravtal inte äger sakrättslig verkan gentemot tredje man, utan endast obligationsrättslig verkan mellan parterna i avtalet. För att erhålla en effektiv efterlevnad av aktieägaravtalets innehåll bör det kompletteras med en vitesklausul, då det kan vara förenat med svårigheter att i en skadeståndsprocess visa på skada, samt storleken på skadan. Ett annat alternativ kan vara att den part som bryter mot avtalet tvingas sälja sina aktier till de andra avtalsparterna till ett pris lägre än marknadsvärdet, eller att den felande parten sanktioneras att lösa ut resterande parters aktier till ett pris högre än marknadsvärdet.

## Enkelt bolag
På grund av att ett aktieägaravtal är ett enkelt bolag gäller särskilda regler, jämfört med andra avtal. Detta syns främst gällande uppsägningstiderna, då ett aktieägaravtal som löper över obestämd tid kan sägas upp när som helst med sex månaders uppsägningstid.  Ett aktieägaravtal med en bestämd löptid, exempelvis tio år, kan endast sägas upp om en viktig grund föreligger eller om en part i avtalet väsentligt åsidosätter sina skyldigheter. 